# Nagano Winter Olympics '98
Nagano Winter Olympics '98 är ett datorspel från Konami, baserat på olympiska vinterspelen 1998 i Nagano, Japan och innehåller olympiska tävlingar som hastighetsåkning på skridskor, längdskidåkning, rodel, bobsleigh, slalom, curling, halfpipe och snowboard. 

## Gameplay
Man kan välja mellan att spela Olympic och Championship. I Olympic tävlar man för att vinna en medalj i en gren. I Championship spelar man genom sju grenar för att vinan guld (och får poäng efter prestation i varje gren).